# Dalon (Auvézère)
Der Dalon ist ein kleiner Fluss in Frankreich, der in der Region Nouvelle-Aquitaine verläuft. Er entspringt im Gemeindegebiet von Segonzac, nahe der Grenze zur Nachbargemeinde Saint-Robert, entwässert generell in nordwestlicher Richtung und mündet nach rund 18 Kilometern im Gemeindegebiet von Génis als linker Nebenfluss in die Auvézère. Auf seinem Weg durchquert der Dalon die Départements Corrèze und Dordogne.

## Orte am Fluss
(Reihenfolge in Fließrichtung)
- Segonzac
- La Besse, Gemeinde Teillots
- Fialley, Gemeinde Sainte-Trie
- Boisseuilh
- Montchenit, Gemeinde Génis
- La Panardie, Gemeinde Génis